# Лудовико Карачи
Лудовико Карачи (на италиански: Ludovico Carracci; 21 април 1555, Болоня  – 13 ноември 1619, пак там) е италиански бароков художник, братовчед на братята художници Агостино и Анибале Карачи.

## Биография
Лудовико Карачи изучава изобразително изкуство при художника маниерист Просперо Фонтана. Пътува до Флоренция, Парма, Мантуа, Венеция, за да се запознае с други майстори на четката, и усъвършенства своята техника. Предпочита религиозната живопис.
Преди да се запише в Сдружението на художниците през 1584 г., Лудовико рисува картините „Мистичният брак на Света Катерина“ (сега в частна колекция), „Свети Винсент в преклонение пред Дева Мария и Младенеца“ (сега в Кредито Романьоло в Болоня) и „Свети Франциск в преклонение пред Разпятието“, съхранена в Капитолийската картинна галерия в Рим. В тези творби на художника се забелязва влиянието на Пармиджанино.
В произведенията му „Благовещение“ от 1585 г. (сега в Националната художествена галерия в Болоня) и „Видението на Свети Франциск“ се забелязва влиянието на Бартоломео Чези и Федерико Барочи.
Датирана от 1587 г. е картината „Покръстване на св. Павел“, а от 1588 г. „Мадоната от Баргелини“, Следва „Светото семейство със Свети Франциск“ от 1591 г.
Между 1590 и 1592 г. Карачи работи с братовчедите си Агостино Карачи и Анибале Карачи върху стенописите на Палацо Маняни в Болоня с „История за основаването на Рим“. От същия период е творбата му „Бичуването на Христос“, съхранена сега в Дуе в музея на Чертоза, а от 1592 г. „Проповедта на Йоан Кръстител“, съхранена в Националната художествена галерия в Болоня.
Между 1604 и 1605 в сътрудничество с учениците си той работи върху поредица от стенописи, в обителта на Сан Микеле ин Боско (сега много повредена).
През 1607 и 1608 г. в Пиаченца рисува стенописите в Катедралата и в двореца на архиепископа.
През 1612 г. Мафео Барберини му възлага за своя параклис в църквата „Сант Андрея дела Вале“ в Рим, картината „Сан Себастиано хвърлен в канала“.
Картината „Разпятието и светите отци в Лимбо“ за църквата „Санта Франческа Романа“ във Ферара, първоначално планирано за базиликата „Сан Джорджо фуори ле Мура“ във Ферара, датира от 1614 г.
Уумира в Болоня на 13 ноември 1619 г на 64-годишна възраст.

## Картини
- Падането на магьоосника Симон
Национален музей и галерия на Каподимонте
Неапол
- Риналдо и Армида
Национален музей и галерия на Каподимонте
Неапол
- Свети Себастиан
Галерия „Дория Памфили“
Рим
- Преображение
Национална картинна галерия в Болоня
Болоня
- Погребението на Богородица
Национална галерия в Парма
Парма
- Видението на свети Франциск
Художествен институт
Чикаго